# Hans Jonas
Hans Jonas (Mönchengladbach, 10 maggio 1903 – New York, 5 febbraio 1993) è stato un filosofo tedesco naturalizzato statunitense di origine ebraica.

## Biografia
Allievo di Martin Heidegger e Rudolf Bultmann e compagno di studi di Hannah Arendt nel corso degli anni venti, laureatosi a Marburgo, si dedicò allo studio dello gnosticismo.
Come molti altri intellettuali a lui contemporanei, dopo l'avvento del nazismo Jonas fu costretto a emigrare: si trasferì dapprima in Inghilterra e poi in Palestina. Partecipò come volontario alla seconda guerra mondiale, militando nella Brigata ebraica dell'esercito inglese. Contribuì alla liberazione dell'Italia e nell'ultima fase della guerra si spostò in Germania.
Tornato in Palestina, partecipò alla guerra arabo-israeliana del 1948, quindi iniziò la sua carriera di docente alla "Hebrew University" di Gerusalemme, prima di trasferirsi a New York, dove visse tutto il resto della sua vita.
Continuò la professione di insegnante in varie università degli Stati Uniti.

## Pensiero
(da Il concetto di Dio dopo Auschwitz)
Il percorso teoretico di Hans Jonas si divide in tre tappe: la prima è caratterizzata dallo studio del passato in una prospettiva di storia dello spirito che individua il rilievo filosofico delle religioni gnostiche nell'essere la forma originaria del nichilismo contemporaneo (Germania, 1920-33); la seconda segna un passaggio verso lo studio del presente, come filosofia della natura elaborata in un serrato confronto con il metodo e i risultati delle scienze naturali (Canada, 1949-55); la terza tappa è marcata da un sentimento di preoccupazione per il futuro che porta Jonas a varcare la soglia della filosofia teoretica per l'elaborazione di una filosofia pratica volta alla ricerca di un'etica e di una politica adeguate alla civiltà tecnologica (Stati Uniti, 1955-93).
L'eterogeneità solo apparente di temi come la religione, la natura e l'etica si rivela nella sostanziale continuità di intenti di tutta l'opera, una riflessione ininterrotta sugli atteggiamenti fondamentali dell'uomo occidentale verso il “mondo” che ha come tema centrale la crisi del rapporto tra l'uomo e la natura, l'incapacità culturale di cogliere la trama delle loro relazioni.
Questo orientamento radicale verso il mondo provocherà Jonas, attraverso la sua partecipazione diretta ai catastrofici eventi del secolo breve, ad includere il presente nella propria filosofia. L'impatto con la storia, scritta "a tratti di sangue e di fuoco", porta nell'opera filosofica le questioni "perenni e fondamentali della filosofia", l'essere della natura, l'essere dell'uomo, la storia; in breve il nostro posto nel mondo. Dunque si può dire che in tutte le tappe del suo percorso teoretico Jonas assume i motivi di crisi del presente come sfida filosofica per ripensare la filosofia stessa.

### Filosofia della natura
Nella raccolta di saggi dal titolo Organismo e libertà: verso una biologia filosofica (1964) Jonas ci offre la propria 
Attraverso questa "revisione dell'idea della natura" l'etica viene ad essere una parte della filosofia della natura, come già in Schelling che parla dell'organismo come schema della libertà, ed entrambe vengono sorrette da una ontologia fondamentale, ossia "da una interpretazione della realtà [o almeno della vita] come un tutto". Nell'Epilogo del libro, Natura ed etica, Jonas dichiara necessario il "riaprire la questione ontologica dell'essere umano nell'essere complessivo del mondo [...]".

### Filosofia della tecnica
(Hans Jonas, Dalla fede antica all'uomo tecnologico, 9)
Nella raccolta di saggi dal titolo Dalla fede antica all'uomo tecnologico (1972) Jonas riserva ampio spazio alla questione della scienza e della tecnica moderna, sia dal lato dei presupposti epistemologici che dal lato delle applicazioni pratiche, che oggi minacciano sotto più di un riguardo sia il genere umano che la biosfera. In questa raccolta di saggi sono presenti importanti temi di etica medica, nello specifico alcune importanti riflessioni sui trapianti di organo e sulla sperimentazione sui soggetti umani. Jonas, infatti, partecipò al convegno Aspetti etici della sperimentazione sui soggetti umani del 1968, occasionato da due eventi di capitale importanza per la medicina: il 3 dicembre 1967 il chirurgo sudafricano Christiaan Barnard effettuò il primo trapianto di cuore e il 5 agosto 1968 una commissione della Harvard Medical School nominata a tal scopo pubblicò un importante articolo che proponeva una ridefinizione della morte.

### Etica per la civiltà tecnologica
La paura e la responsabilità di fronte alla realtà come un "tutto" sono al centro della sua opera più conosciuta, Il principio responsabilità (1979). Quest'opera è dedicata ai delicati problemi etici e sociali sollevati dall'applicazione incessante della tecnologia in tutti gli aspetti della vita. In questo testo, che porta all'ordine del giorno della riflessione filosofica europea l'emergenza ecologica, confluiscono tutte le ricerche precedenti dell'autore: religione, natura, tecnica.
Il punto di partenza dell'autore è che "il fare dell'uomo è oggi in grado di distruggere l'essere del mondo".
Dal Principio responsabilità: 
Jonas formula un nuovo imperativo categorico per il nostro presente: 

### Etica applicata o bioetica
Hans Jonas riguardo a questioni etiche di particolare rilevanza bioetica come l'eugenetica, la clonazione, il prolungamento della vita, la limitazione delle nascite, le nuove tecniche di procreazione assistita e la libertà di ricerca scientifica, assume una posizione definita e chiara. 
Al riguardo però bisogna fare una premessa: quando si scende nel terreno particolare delle scelte (rapporto valori-fatti) non è possibile senza entrare nel fanatismo, mantenere la propria idea fissa su un principio, o meglio: un principio diventa pura forma se non tiene conto dell'articolazione e della multiformità del reale. Le risposte quindi non potranno mai essere univoche e definitive perché è l'argomento stesso che richiede di essere compreso nella sua peculiarità e nella sua imponderabilità.
In generale Jonas basa le sue risposte su un unico filo conduttore, vale a dire il fatto che l'uomo non è in grado di conoscere tutto di sé stesso: l'ignoranza riguardo alle cose ultime è positiva, e non va intesa come una carenza dell'intelligenza umana. In poche parole noi non dobbiamo né possiamo intrometterci in quel profondo segreto che è l'uomo: la vita racchiude in sé una propria sacralità, questa richiede il massimo rispetto in quanto "noi non siamo i soggetti che possono creare l'uomo, noi siamo già stati creati". 
Prendiamo in esame alcuni casi di bioetica.

#### Eugenetica
L'eugenetica: la disciplina che si propone come scopo il miglioramento delle specie umana.
Jonas distingue tra eugenetica preventiva o negativa ed eugenetica migliorativa o positiva.
La prima ha come compito quello di impedire la trasmissione di geni patogeni, come ad esempio nel caso di un diabetico congenito. In questa situazione si fa affidamento sul suo senso di responsabilità, affinché il soggetto non metta al mondo dei figli. Questa è secondo Jonas, una richiesta lecita perché si può dire al diabetico che la scienza gli ha salvato la vita (attraverso l'insulina che gli viene somministrata), permettendogli così di raggiungere l'età della riproduzione; come quid pro quo gli si potrebbe domandare di sacrificare questo diritto.  
Caso diverso invece è quello dell'eugenetica positiva che rappresenta una vera e propria manipolazione biologica, che mira non al controllo dei portatori di un gene, ma al controllo di quelli recessivi, sostituendosi così all'autoregolazione naturale. Questo tipo di eugenetica porta alla scelta degli esemplari più idonei all'accoppiamento. Questo non vuol dire avere un'idea fissista della natura umana, ma significa stabilire una differenza tra i processi regolativi interni alla natura, e le modifiche fatte dall'uomo alla sua stessa costituzione biologica. I primi sono contraddistinti da apertura e da indeterminatezza che rende ricco l'organismo, ovvero capace di un adattamento futuro a nuove condizioni di vita; le seconde invece restringono e impoveriscono la specie, inoltre la selezione deliberata dovrà avvenire in base a criteri  e preferenze il cui valore non potrà mai venir condiviso da tutti, ma sarà imposto da chi avrà maggior ricchezza economica, prestigio e potere. Chi può affermare che queste modifiche avverranno per il "bene comune" e non per uno scopo utilitaristico in base al quale, si potrebbe arrivare anche a sbarazzarsi degli individui creati con tali tecniche? Un esempio eloquente è la clonazione: da un soggetto clonato ci si attende che esso sia così come lo conosciamo, sarebbe "atteso al varco" e l'azzardo della vita, la sua imprevedibilità che consiste nel cadere e nel rialzarsi, gli verrebbero sottratti. Analogamente il corpo individuale è indisponibile per esperimenti scientifici, anche per quelli mirati ad ottenere miglioramenti nelle cure di alcune gravi malattie. La scienza non ha alcun diritto sul corpo dei cittadini, ma in alcuni casi pretende di compiere esperimenti umani: in quella situazione se proprio lo ritengono necessario, gli scienziati possono usare loro stessi come cavie. La vita, non può essere frutto di scommesse, neanche se queste ultime sono votate al miglioramento, poiché il miglioramento non può andare a scapito della vita stessa, ossia della sopravvivenza dell‘integrità morale e biologica della specie umana, che costituiscono il punto cardine nella filosofia di Jonas.

#### Eutanasia
L'eutanasia e il differimento della morte.
Per Jonas il diritto di vivere comprende in sé anche il diritto a morire. Bisogna precisare che deve trattarsi di un'eutanasia passiva, dove viene assolutamente evitato l'accanimento terapeutico, e non di quella attiva in cui il medico somministra al soggetto un'iniezione letale. La missione del medico non è uccidere, stroncare una vita non è tra i suoi compiti, se così fosse in ogni paziente nascerebbe il dubbio che da curante, il dottore potrebbe trasformarsi in boia. Ma tutto questo riguarda il medico nella sua professione. Questione diversa è se altri possano o meno dare la morte in casi disperati, nei quali sia presente la lucida richiesta del malato. Per quanto sia difficile stabilire se un paziente sia nel pieno delle sue facoltà mentali, esistono casi in cui questa evidenza non si può di certo mettere in dubbio. D'altro canto, la nozione di "coscienza piena e consapevole" si basa su criteri che noi stessi determiniamo, e se cerchiamo una dimostrazione assoluta di questa coscienza, si arriverà alla conclusione che essa è praticamente irraggiungibile anche in molti casi che riguardano il cosiddetto "uomo sano". Qui l'etica della responsabilità deve conciliarsi con l'etica della compassione, come nel caso in cui un congiunto, per amore, desidera  porre fine alle sofferenze del proprio caro. Si entra in un campo non semplice, che non può nemmeno essere sottoposto a norme giuridiche; questo gesto è infatti "una possibilità riservata alla vita in quanto fonte d'amore".

#### Ricerca scientifica
Riguardo a questo tema Jonas non assume una posizione netta pro o contro, ma nelle ultime fasi della sua vita dimostra una maggiore apertura nei confronti della libertà di ricerca, in quanto "il sapere non può mai rinunciare alla sua chance. In mezzo ad ogni incertezza, esso deve sempre e comunque compiere il suo dovere". Questo pensiero esprime una grande fiducia nelle capacità conoscitive e autoregolative della ragione umana.

#### Limitazione delle nascite
Su questo argomento Jonas prende invece una posizione netta e precisa a favore del controllo delle nascite, venendosi così a trovare in polemica con tutte le politiche demografiche che lui definisce irresponsabili, tanto quanto le posizioni etiche della chiesa cattolica. Jonas se ne dice dispiaciuto, ma ritiene che, riguardo alle questioni relative alla natalità, il magistero del Papa vada rifiutato.

### Concezione di Dio
Davanti al presunto silenzio di Dio durante la Shoah, Jonas conclude che Dio comunque esiste e che avrebbe liberamente rinunciato alla propria onnipotenza.

## Opere in ordine cronologico
- Augustin und das paulinische Freiheitsproblem. Ein philosophischer Beitrag zur Genesis der christlich-abendländischen Freiheitsidee, Vandenhoeck & Ruprecht, Göttingen, 1ª ed. 1930, 2ª ed. 1965 [trad. it. Agostino e il problema paolino della libertà, a cura di C. Bonaldi, Moricelliana, Brescia, 2007].
- Der Begriff der Gnosis. Inaugural-Dissertation zur Erlangung der Doktorwürde der Hohen Philosophischen Fakultät der Philipps-Universität zu Marburg, Hubert & Co, Göttingen, 1930.
- Gnosis und spätantiker Geist: Teil I: Die Mythologische Gnosis, Vandenhoeck & Ruprecht, Göttingen, 1934 [trad. it. Gnosi e spirito tardo-antico, Bompiani, Milano, 2010].
- Gnosis und spätantiker Geist: Teil II: Von der Mythologie zur mystischen Philosophie, Vandenhoeck & Ruprecht, Göttingen, 1954 [trad. it. vedi sopra].
- The Gnostic Religion. The Message of the Alien God and the Beginnings of Christianity, Beacon Press, Boston, 1ª ediz. 1958, [trad. it Lo gnosticismo, SEI, Torino, 1973. Questo è stato il primo libro di Hans Jonas a essere pubblicato in Italia].
- Zwischen Nichts und Ewigkeit. Zur Lehre vom Menschen. Göttingen, Vandenhoeck & Ruprecht, 1963 [trad. it. Tra il nulla e l'eternità, a cura di G. R. Rilke, Gallio Editore, Ferrara, 1992].
- The Phenomenon of Life: Towards a Philosophical Biology, Harper and Row, 1966 [trad. ted.Organismus und Freiheit: Ansätze zu einer philosophischen Biologie, Göttingen, 1973; it. Organismo e libertà. Verso una biologia filosofica, a cura di Paolo Becchi, Einaudi, Torino, 1999].
- Philosophical Essays: From the Ancient Creed to Technological Man, Chicago, 1974 [trad. it. Dalla fede antica all'uomo tecnologico, a cura di Alessandro Dal Lago, Il Mulino, Bologna, 2001].
- On Faith, Reason and Responsibility: Six Essays, San Francisco, Harper and Row, 1978.
- Das Prinzip Verantwortung. Versuch einer Ethik für die technologische Zivilisation, Suhrkamp, Frankfurt/M, 1979 (trad. it. Il principio responsabilità. Un'etica per la civiltà tecnologica, a cura di P.P. Portinaro, Einaudi, Torino, 1990).
- On the Power or Impotence of Subjectivity, in “Philosophical Dimensions of the Neuro-Medical Sciences”, Dordrecht-Boston, D. Reidel Publishing Co., 1976 [ed. ted. Macht oder Ohnmacht der Subjektivität? Das Leib-Seele-Problem im Vorfeld des Prinzips Verantwortung, Frankfurt/M, Insel, 1981; trad it. Potere o impotenza della soggettività?, Brossura, Medusa Edizioni, 2006].
- Was für Morgen Lebenswichtig ist. Unentdeckte Zukunftswerte, Basel-Wien, 1983.
- Der Gottesbegriff nach Auschwitz. Eine jüdische Stimme, in Reflexionen finsterer Zeit. Zwei Vorträge von Fritz Stern und Hans Jonas, Tübingen, 1984 [trad. it. Il concetto di Dio dopo Auschwitz. Una voce ebraica, a cura di G. Angelino, Il Nuovo Melangolo, 1993].
- Technik, Medizin und Ethik. Zur Praxis des Prinzips Verantwortung. Frankfurt/M., Insel, 1985 [trad. it. Tecnica, medicina ed etica. Prassi del principio responsabilità, a cura di P. Becchi, Einaudi, Torino, 1997].
- Wissenschaft als persönliches Erlebnis, Göttingen, Vandenhoeck & Ruprecht, 1987 [trad. it. Scienza come esperienza personale. Autobiografia intellettuale, Morcelliana, Brescia, 1992].
- Materie, Geist und Schöpfung. Kosmologischer Befund und kosmogonische Vermutung. Frankfurt/M., Suhrkamp, 1988 [trad. it. Materia, spirito e creazione, Morcelliana, Brescia, 2012].
- Erkenntnis und Verantwortung, Gespräch mit Ingo Hermann in der Reihe “Zeugen des Jahrhunderts”, Göttingen, Lamuv, 1991.
- Philosophische Untersuchungen und metaphysische Vermutungen, Frankfurt/M., Insel, 1992.  ISBN 3-518-38779-0
- Dem bösen Ende näher, Gespräche über das Verhältnis des Menschen zur Natur. Hrsg. Wolfgang Schneider. Frankfurt/M., Suhrkamp, 1993 [trad it. Sull'orlo dell'abisso. Conversazioni sul rapporto tra uomo e natura, Einaudi, Torino, 2000].
- Philosophie: Rückschau und Vorschau am Ende des Jahrhunderts, Frankfurt/M., Suhrkamp, 1993 [trad. it. La filosofia alle soglie del Duemila. Una diagnosi e una prognosi, a cura di Carlo Angelino, Il Nuovo Melangolo, 1994].
- Due lettere, in «Ragion Pratica», 15, 2000, pp. 17–32.
- Sulla sofferenza, in «Ragion Pratica», 15, 2000, pp. 33–52.
- Anima e corpo, conversazione di Vittorio Hösle con Hans Jonas, in «Ragion Pratica», n. 15, vol. VIII, 2000, pp. 53–65. Trad. it. di F. Li Vigni di un'intervista risalente al 1990 nell'ambito del programma televisivo Enciclopedia Multimediale delle Scienze Filosofiche
- Dio è un matematico? Sul senso del metabolismo, titolo originale : Ist Gott en Mathematiker ?  Vom Sinn des Stoffwechsels, tr. Anna Patrucco Becchi, Il Melangolo, Genova 1995  ISBN 88-7018-262-2
- Erinnerungen, a cura di Christian Wiese e Rachel Salamander, con una prefazione di Lore Jonas, Insel Verlag, Frankfurt/M., 2003. [trad. fr. Souvenirs. D'après des entretiens avec Rachel Salamander, Payot & Rivages, Paris, 2005; trar it. Memorie, Il nuovo Melangolo, 2008].
- Heidegger e la teologia, titolo originale: Heidegger und die Theologie (1964), trad. it. Medusa, Milano, 2004.
- Il principio gnostico, Morcelliana, Brescia, 2011.